# Osmânio Pereira
Osmânio Pereira de Oliveira (Pedra Azul, 17 de agosto de 1943) é um advogado, empresário e político brasileiro.

## Biografia

### Primeiros anos e formação acadêmica
Osmânio nasceu no município de Pedra Azul, localizado no interior de Minas Gerais, no ano de 1943.
Mudou-se para a capital mineira, Belo Horizonte, para realizar seus estudos, onde formou-se no curso de  Direito oferecido pela Pontifícia Universidade Católica de Minas Gerais (PUC Minas) no ano de 1969.
Começou a militar na organização de esquerda, Juventude Universitária Católica (JUC) durante a Ditadura militar. No ano de 1970, foi um dos fundadores da Associação dos Amigos para Filantropia do Hospital Mário Pena em Belo Horizonte.

## Vida política
No ano de 1990, foi eleito Deputado federal pelo Partido da Social Democracia Brasileira (PSDB) por Minas Gerais. Como deputado votou a favor do processo de impeachment do presidente Fernando Collor de Mello (PRN). Participou sobre mesas de saúde e esportes durante seu primeiro mandato. Em 1994, foi reeleito para o cargo com 63.284 votos. Em 1998, foi reeleito para o cargo, sendo vice-líder do partido no congresso. No ano de 2002, foi reeleito novamente para o cargo de Deputado federal e no ano seguinte deixou o PSDB, transferindo-se para o Partido Trabalhista Brasileiro (PTB). Votou a favor da reforma da previdência proposta por Luiz Inácio Lula da Silva (PT).
Após sua saída da vida política, dedica-se a filantropia do Hospital Mário Pena.

### Escândalo dos sanguessugas
Em maio de 2006, a Polícia Federal do Brasil (PF) iniciou uma investigação batizada de "escândalo dos sanguessugas" que investigava compras de ambulâncias e materiais hospitalares superfaturados. Foi acusado de corrupção em 2006, e por isso desistiu de candidatar-se para a reeleição nas eleições de 2006.
Em 2009, foi formalmente indiciado pela Polícia Federal.

## Desempenho eleitoral
| Ano  | Cargo                             | Votos   | Resultado | Partido                                 | Ref.   |
| ---- | --------------------------------- | ------- | --------- | --------------------------------------- | ------ |
| 1990 | Deputado federal por Minas Gerais | 35.724  | Eleito    | Partido da Social Democracia Brasileira | [ 19 ] |
| 1994 | Deputado federal por Minas Gerais | 63.284  | Eleito    | Partido da Social Democracia Brasileira | [ 20 ] |
| 1998 | Deputado federal por Minas Gerais | 62.322  | Eleito    | Partido da Social Democracia Brasileira | [ 21 ] |
| 2002 | Deputado federal por Minas Gerais | 100.252 | Eleito    | Partido da Social Democracia Brasileira | [ 22 ] |

## Vida pessoal
Foi casado com  Adalgisa Maria Almeida de Oliveira, com quem teve quatro filhos. O casal se divorciou.